# Plannja
Plannja AB er en svensk producent af stålplader til byggeri med hovedkvarter i Järnforsen, Småland. Virksomheden blev etableret i 1967, og den er ejet af den svenske stålkoncern SSAB. Produktsortimentet inkluderer tagplader, facadeplader og tagrender.